# William Nigh
William Nigh (12 de octubre de 1881 – 27 de noviembre de 1955) fue un director, guionista y actor cinematográfico de nacionalidad estadounidense, conocido también por los nombres de "Will Nigh" y "William Nye".

## Biografía
Nacido en Berlin, Wisconsin, inició su carrera como actor cinematográfico en 1913, interpretando junto a Lamar Johnstone el cortometraje A Warm Welcome. Entre 1913 y 1914 trabajó en un total de 17 filmes, uno de ellos dirigido por él mismo en colaboración con Lucius Henderson, el western Salomy Jane. Sobre todo es conocido sobre todo por su faceta de director, extremadamente prolífica, con un total de 119 filmes, el último de ellos en 1948. La mayor parte de su producción fue cine de serie B, trabajando habitualmente para estudios de escaso presupuesto como Monogram Pictures (para el cual dirigió varias cintas de las series de "Charlie Chan" y "East Side Kids") y Producers Releasing Corporation, aunque en ocasiones también dirigió para productoras de primera categoría como Universal Pictures, así como para RKO Pictures y Republic Pictures. Su trabajo como guionista comprende 18 producciones, la mayoría de ellas rodadas en los inicios de su carrera.
William Nigh falleció en Burbank, California, en 1955, a los 74 años de edad. Fue enterrado en el Cementerio Forest Lawn Memorial Park de Glendale.

## Selección de su filmografía

### Director

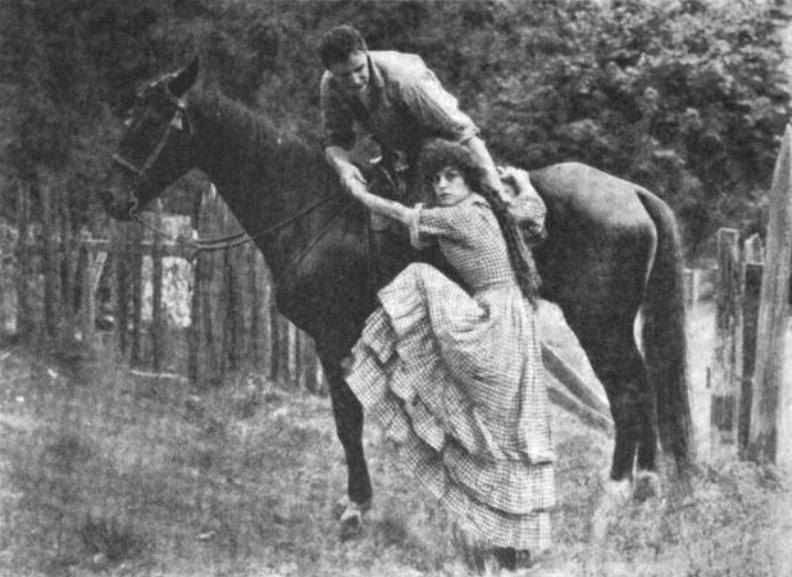
House Peters Sr. (1880 – 1967) y Beatriz Michelena (1890 – 1942) en una foto publicitaria de Salomy Jane.

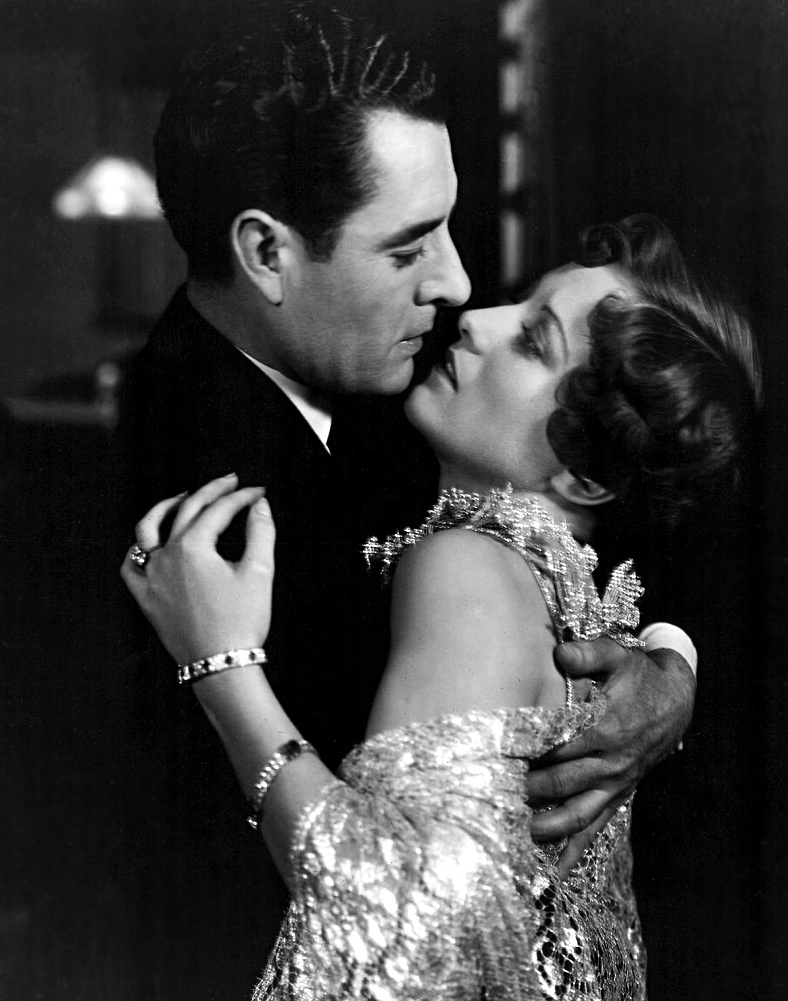
John Gilbert y Joan Crawford en una foto publicitaria de la película Four Walls.

| - Salomy Jane, codirigida con Lucius Henderson (1914) - Story of Jewel City (1915) - A Royal Family (1915) - Emmy of Stork's Nest (1915) - A Yellow Streak (1915) - Her Debt of Honor (1916) - The Kiss of Hate (1916) - Notorious Gallagher (1916) - The Child of Destiny (1916) - Life's Shadows (1916) - The Blue Streak (1917) - The Slave (1917) - Wife Number Two (1917) - Thou Shalt Not Steal (1917) - My Four Years in Germany (1918) - The Fighting Roosevelts (1919) - Beware! (1919) - Democracy: The Vision Restored (1920) - Skinning Skinners (1921) - The Soul of Man (1921) - Why Girls Leave Home (1921) - School Days (1921) - Your Best Friend (1922) - Notoriety (1922) - Marriage Morals (1923) - Among the Missing (1923) - The Guest (1924) - Her Memory (1924) - Born Rich (1924) - Fear-Bound (1925) - The Little Giant (1925) - Casey of the Coast Guard (1926) - Free Kisses (1926) - The Fire Brigade (1926) - The Nest (1927) - Mr. Wu (1927) - The Law of the Range (1928) - Across to Singapore (1928) - Four Walls (1928) - Desert Nights (1929) - Thunder (1929) - Lord Byron of Broadway, codirigida con Harry Beaumont (1930) - Today (1930) - Fighting Thru]] (1930) - The Single Sin (1931) - Dangerous Daze (1931) - Lightning Flyer (1931) - The Sea Ghost (1931) | - Without Honor (1932) - Border Devils (1932) - The Night Rider (1932) - Men Are Such Fools (1932) - He Couldn't Take (1933) - Mystery Liner (1934) - School for Girls (1934) - House of Mystery (1934) - City Limits (1934) - Monte Carlo Nights (1934) - Once to Every Bachelor (1934) - Two Heads on a Pillow (1934) - The Mysterious Mr. Wong (1934) - Sweepstakes Annie (1935) - Without Children (1935) - The Headline Woman (1935) - Dizzy Dames (1935) - She Gets Her Man (1935) - His Night Out (1935) - The Old Homestead (1935) - Don't Get Personal (1936) - Crash Donovan (1936) - North of Nome (1936) - Bill Craks Down (1937) - The Law Commands (1937) - The 13th Man (1937) - Hoosier Schoolboy (1937) - Atlantic Flight (1937) - A Bride for Henry (1937) - Boy of the Streets (1938) - Rose of the Rio Grande (1938) - Female Fugitive (1938) - Romance of the Limberlost (1938) - Mr. Wong, Detective (1938) - Gangster's Boy (1938) - I Am a Criminal (1938) - The Mystery of Mr. Wong (1939) - Gli eroi della strada (1939) - Mr. Wong in Chinatown (1939) - Mutiny in the Big House (1939) - The Fatal Hour (1940) - Son of the Navy (1940) - Doomed to Die (1940) - The Ape (1940) - Secret Evidence 1941 - Dietro le persiane (1941) - The Kid from Kansas (1941) - Mob Town (1941) - Zis Boom Bah (1941) - Mr. Wise Guy (1942) - Black Dragons (1942) - The Strange Case of Doctor Rx (1942) - Escape from Hong Kong (1942) - Tough As They Came (1942) - City of Silent Men (1942) - Lady from Chungking (1942) - Corregidor (1943) - The Ghost and the Guest (1943) - The Underdog (1943) - Where Are Your Children? (1943) - Trocadero (1944) - Are These Our Parents? (1944) - Forever Yours (1945) - Divorce (1945) - Allotment Wives - The Gay Cavalier (1946) - Partners in Time (1946) - South of Monterey (1946) - Beauty and the Bandit - Riding the California Trail (1947) - I Wouldn't Be in Your Shoes (1948) - Stage Struck (1948) |

### Actor
| - A Warm Welcome (1913) - The Rival Pitchers (1913) - Mrs. Brown's Burglar (1913) - The Pride of the Force (1913) - Educating His Daughters (1914) - The Lackey (1914) - The Power of the Mind (1914) - The Vengeance of Najerra (1914) - A Turn of the Cards (1914) - The Clerk (1914) - The Higher Law (1914) - The Reform Candidate (1914) - The Rival Barbers (1914) | - Atonement (1914) - In the Spider's Web (1914) - Salomy Jane, de Lucius Henderson y William Nigh (1914) - A Royal Family (1915) - Her Debt of Honor, de William Nigh (1916) - Notorious Gallagher (1916) - Life's Shadows (1916) - The Blue Streak (1917) - My Four Years in Germany (1918) - The Rainbow Trail (1918) - Beware! (1919) - Democracy: The Vision Restored (1920) - Fear-Bound (1925) |

### Guionista
| - Story of Jewel City, de William Nigh (1915) - A Yellow Streak (1915) - Her Debt of Honor, de William Nigh (1916) - Notorious Gallagher, de William Nigh (1916) - The Child of Destiny, de William Nigh (1916) - Life's Shadows (1916) - The Blue Streak (1917) - The Slave, de William Nigh (1917) - Wife Number Two (1917) - Why Girls Leave Home (1921) | - School Days (1921) - Your Best Friend (1922) - Rags to Riches (1922) - Notoriety (1922) - Marriage Morals (1923) - Born Rich (1924) - Fear-Bound (1925) - The Sea Ghost (1931) - Forever Yours (1945) |

### Productor
| - Notorious Gallagher, de William Nigh (1916) - Mr. Wu, de William Nigh (1927) | - Across to Singapore'', de William Nigh (1928) - Desert Nights, de William Nigh (1929) |

### Montador
- My Four Years in Germany (1918)
- Kaiser's Finish (1918)